# Hypothymis coelestis
Hypothymis coelestis е вид птица от семейство Monarchidae. Видът е световно застрашен, със статут Уязвим.

## Разпространение
Видът е разпространен във Филипините.